# Olchon
Olchon (Russisch en Boerjatisch: Ольхон) is het grootste eiland in het Baikalmeer in Oost-Siberië. Bestuurlijk is het onderdeel van de Russische oblast Irkoetsk.
De naam 'Olchon' komt uit het Boerjatisch. De vertaling is niet geheel bekend, maar zou misschien kunnen worden vertaald als "bosje" en misschien als "droog" of "dor". Beide vertalingen duiden op het gevarieerde landschap van het eiland.

## Geografie
Gelegen aan de westzijde van het meer, heeft het langgerekte eiland een oppervlakte van 730 km², een lengte van 72 kilometer en een gemiddelde breedte van 10 kilometer (maximaal 15 kilometer). Het eiland vertoont een uitgesproken reliëf, met steile hellingen aan de oostzijde. Het hoogst gelegen gebied wordt gevormd door Archeïsche gneisen-, granieten-, kwartsieten- en marmergesteentes. Het hoogste punt is de berg Zjima met een hoogte van 1274 meter (818 meter boven het meeroppervlak).
Het eiland wordt gescheiden van het schiereiland Svjatoj Nos op het vasteland door de diepe zeestraat Maloje More ("kleine zee"). Het sterke reliëf van het eiland en de diepe trog tussen eiland en vasteland zijn het gevolg van een lange tektonische geschiedenis, waarbij de steile berghellingen gevormd zijn door de opheffing van de aarde. Dicht bij de oostkust van het eiland bevindt zich het Centrale Baikalbekken, waar zich het diepste punt van het Baikalmeer bevindt (1637 meter). De noordwestelijke punt van het eiland wordt Kaap Choboj genoemd.
Op het eiland komen noordwestelijke valwinden voor, die hier bekendstaan onder de naam Sarma, naar de gelijknamige rivier.

## Flora en fauna
Op het eiland liggen verschillende meren. Het grootste en bekendste meer is Noerskoje in het zuidwesten, dat bij hoog water in scheiding staat met de Zaglibaai. Andere meren zijn het zoutmeer Sjara-Noer, Noekoe-Noer, een meer dat zeer rijk is aan organismen en Chanchoj, waar zich veel archeologische overblijfselen bevinden. Het eiland zelf bestaat uit een combinatie van taiga, steppe en een reusachtigewoestijn. Het noordelijk deel wordt bedekt door lariksbossen, terwijl het zuiden bestaat uit de uitlopers van de Tageransteppe. Op het eiland ligt het nationaal park Pribaikalski.
De ecologische situatie op het eiland, voornamelijk dan de noordwestelijke kust, wordt bedreigd door menselijke invloeden. Doordat veel bestuurders niet altijd op de wegen blijven in de steppegebieden, is daar grote bodemerosie ontstaan. Daarnaast wordt er veel vandalisme gepleegd in de vorm van het bekladden van rotsen en illegale archeologische opgravingen. De laatste jaren is verder ook het aantal bosbranden toegenomen.

## Bevolking
Op het eiland wonen ongeveer 1500 mensen. Dit zijn vooral Boerjaten, alsook enkele Russen en Wolga-Tataren, die zich vooral bezighouden met de visserij op omoel met daarnaast enige akkerbouw en veeteelt. De hoofdplaats is Choezjir met ongeveer 1200 inwoners op de westkust van het eiland. Deze plaats werd aangewezen als hoofdplaats in 1987, toen de Russische overheid het Baikalmeer aanwees als beschermd gebied. In Choezjir bevindt zich tevens een museum voor lokale natuur en geschiedenis. Andere dorpen op het eiland zijn Chalgaj, Jalga, Oesyk en Charantsy, waar zich een joertenkamp bevindt.

## Cultuur en geschiedenis
Het eiland neemt een belangrijke plaats in binnen de Boerjatische cultuur en het Boerchanisme. Aan het eiland zijn vele legenden en heilige plaatsen verbonden. Sjamanistische Boerjaten geloven dat het eiland een spirituele plek is. Het belangrijkste punt hierbinnen wordt gevormd door de Sjamanka ("Sjamanenrots"), de heilige rots op de westkust in de buurt van Choezjir. Volgens de lokale bevolking woont Boerchan, de hoofdfiguur uit het Altajse Boerchanisme, in een grot in deze berg. De rots vormt een van de negen meest heilige plaatsen van Azië. Olchon is een heilig centrum voor de sjamanen en wordt gezien als een van de centra van de Koerykanen, de hypothetische voorouders van de Jakoeten en Boerjaten, die hier tussen de 6e en 10e eeuw woonden.
Op het eiland liggen resten van een stenen muur, die mogelijk een fort heeft gevormd in de tijd van de Koerykanen. Deze muur is momenteel nog maar twee steenlagen hoog, doordat een deel van de stenen in 1963 werd gebruikt voor de aanleg van een haven bij Choezjir.
De eerste Russische zemleprochodtsy arriveerden op het eiland tijdens de 17e eeuw. Onder Jozef Stalin werd het eiland onderdeel van het Goelagsysteem. Op het eiland werden veel Litouwers geïnterneerd nadat hun land werd veroverd door het Rode Leger aan het einde van de Tweede Wereldoorlog. Velen van hen stierven hier.

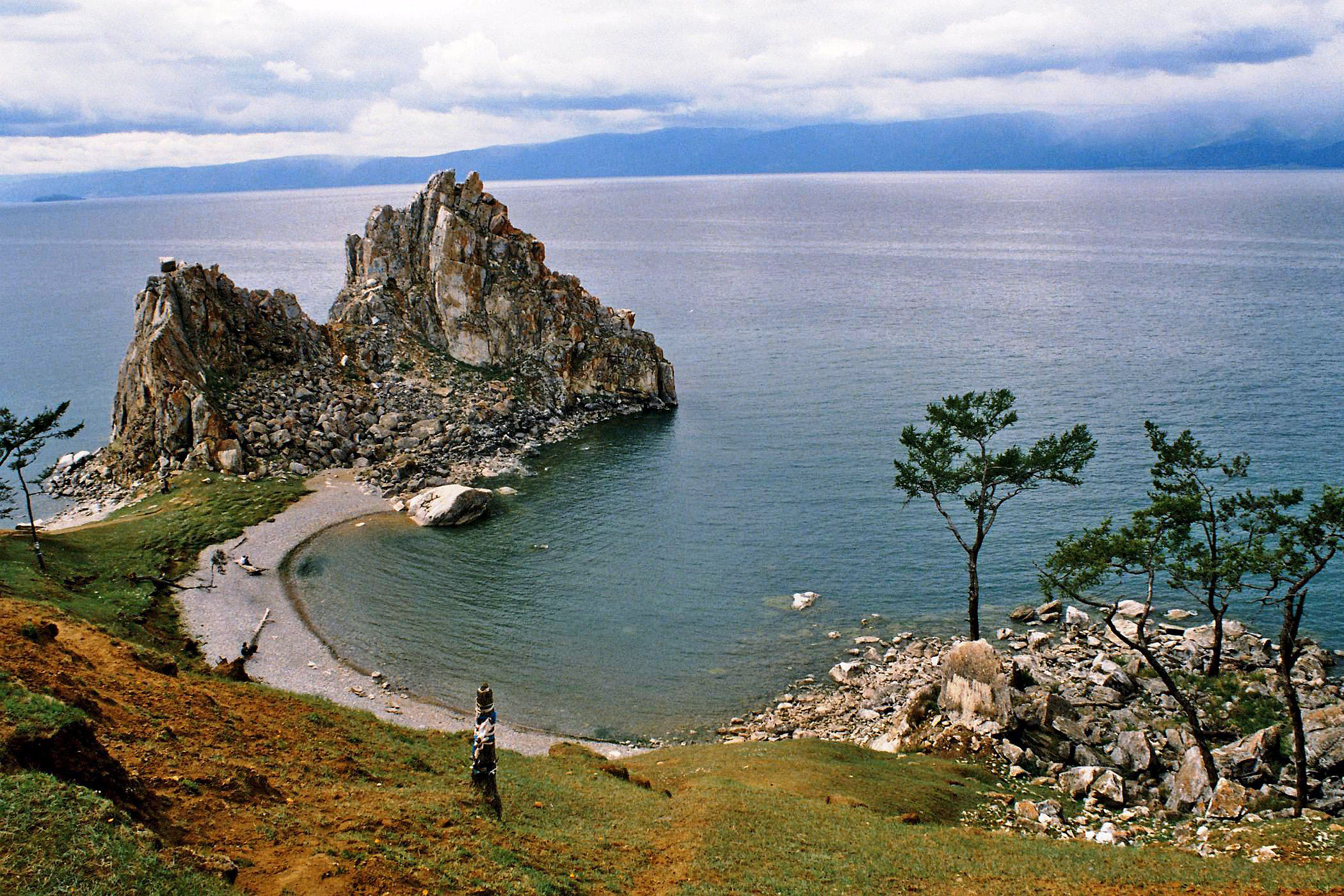
De heilige Sjamanenrots (links) op de westkust van het eiland vormt het beeldmerk van het Baikalmeer
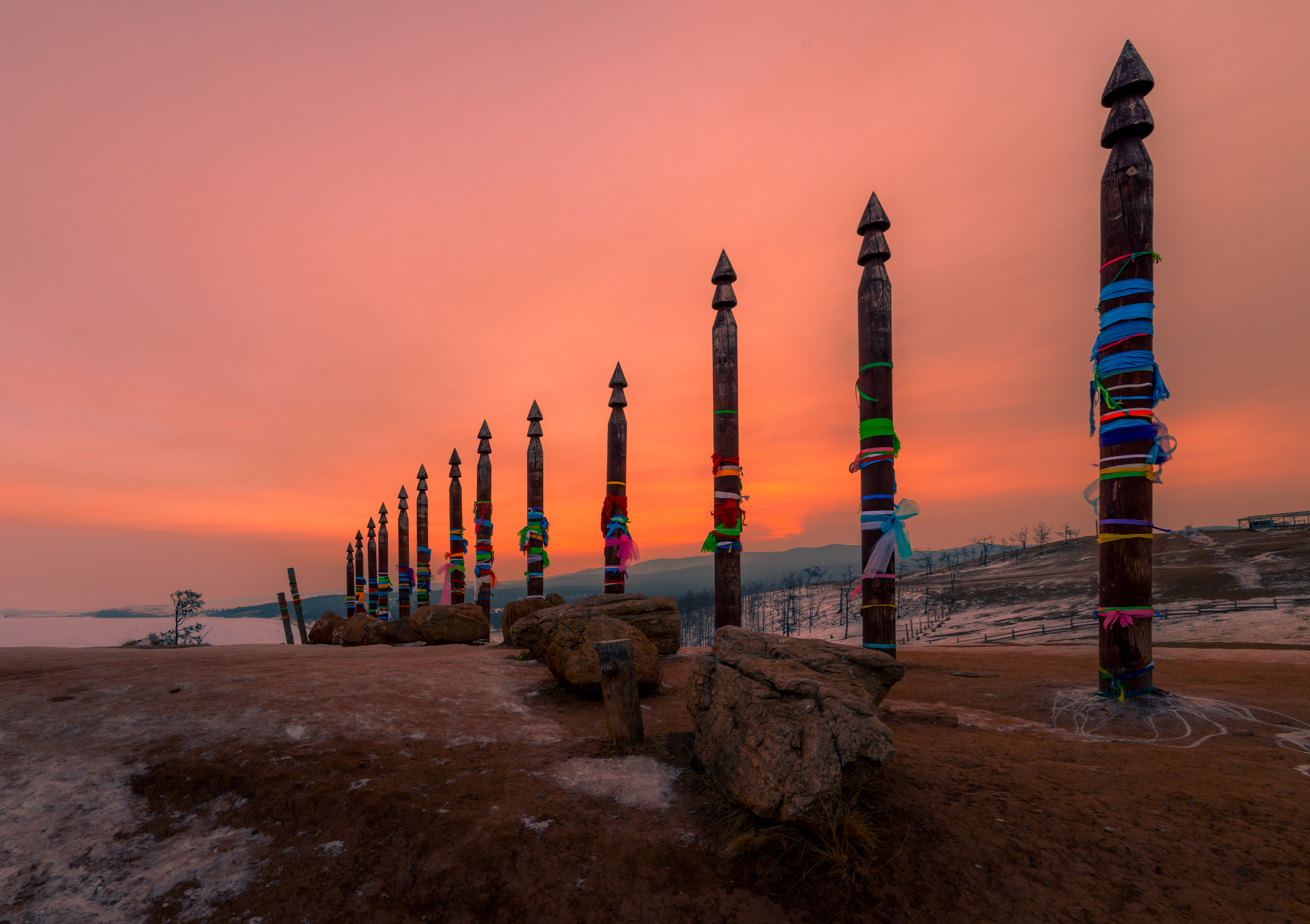
Rituele pilaren (serge) bij Kaap Boerchan
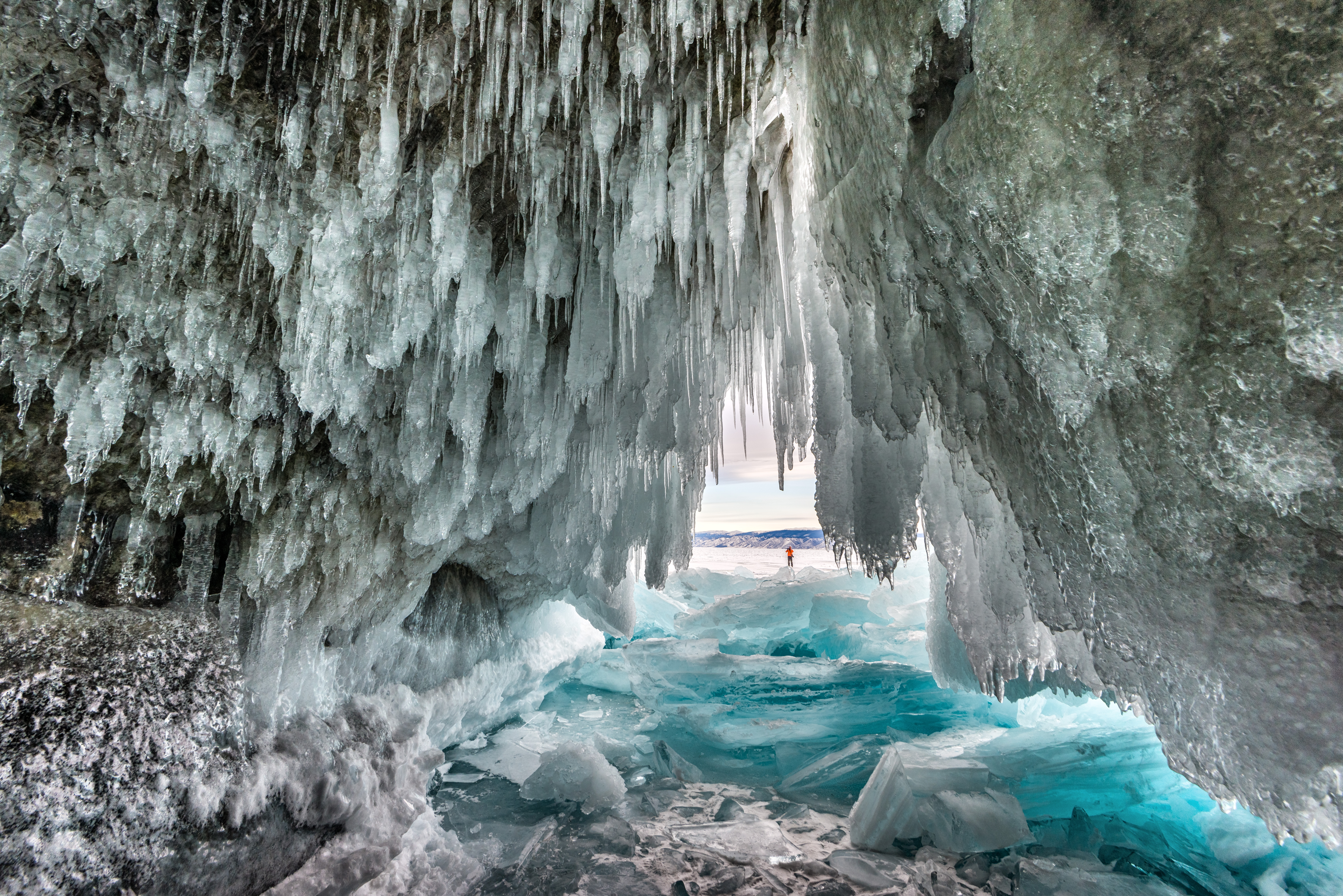
IJsgrot op Olchon
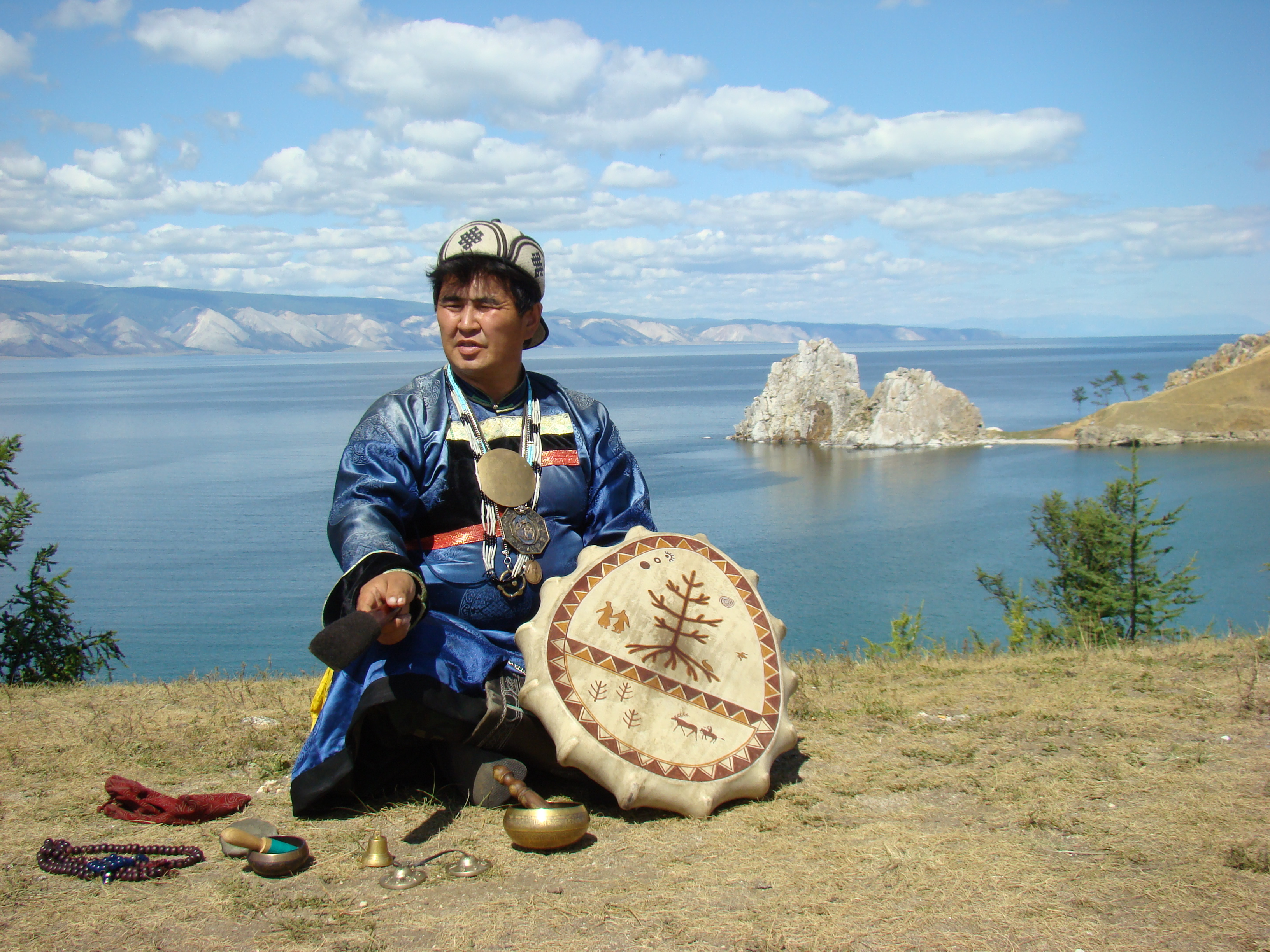
De sjamaan van Olchon Valentin Hagdajev in 2010